# Würz (Berg)
Der Würz ist ein 801 m ü. M. hoher Berg in den Gemeinden Densbüren und Thalheim im Kanton Aargau in der Schweiz.
Der höchste Punkt des Würz liegt in der Gemeinde Thalheim und bildet gleichzeitig deren höchster Punkt. Das Terrain ist flach und von Wald bedeckt. Der Berg begrenzt das Mittelland und das Fricktal.